# Никола Кињо
Никола-Жозеф Кињо (фр. Nicolas-Joseph Cugnot; Вуа Векон (Меза), 26. фебруар 1725 – Париз, 2. октобар 1804) био је француски проналазач. Познат је по томе што је изумео прво возило на сопствени погон, први аутомобил на свету. Ова тврдња је према неким изворима оспорена, који наводе да је кинески фламански проналазач Фердинанд Вербиест око 1672. године први изградио такву машину. Међутим, његово возило на парни погон није било довољно велико како би се у њега сместио возач или путници.

## Биографија
Кињо је рођен на територији данашњег департмана Меза, Лорена. Школовао се за војног инжењера. Експериментисао је са радним моделима возилима француске војске на парни погон, намењених за превоз топова, почевши од 1765.
Кињо је био један од првих који је успешно користио клипни уређај за претварање парног кретања у кружне покрете помоћу рачног система. Године 1769. је направио малу верзију свог парног возила са три точка, под називом „парна кочија“ (фр. fardier à vapeur). Исти тај модел је масовно прављен са два запрежна точка, и користили су се за превоз веома тешке опреме, најчешће топовске бареле.
Следеће године, Кињо је направио исти модел возила, али у верзији пуне величине. Његова носивост је према проценама износила 4 тоне, а предвиђено је да се креће брзином од око 7,8 км/час. Међутим, те перформансе никада нису остварене у пракси. Возило, које је празно тежило око 2,5 тона, имало је два точка у задњем делу и један у предњем, тамо где је уобичајено било да буду коњи. Такође, у том предњем делу се налазио и парни котао и механизам који је покретао возило. Према једном извору, у њему је могло седети четири путника и возили су се брзином од 2,25 километара на сат.
Међутим, возило се показало као веома нестабилно због неравномерног распореда тежине, што је био озбиљан недостатак, будући да је овакво возило требало да се креће и по грубом терену и по стрмим брдима. Постоји податак да се 1771. године десила прва позната саобраћајна несрећа, када је једно овакво возило изгубило контролу и срушила део Арсенал зида. Перформансе котла су такође била прилично лоша, чак и по дневним стандардима, јер је ватру било неопходно изнова палити на сваких петнаест минута како би се пара опет подизала, што га је још додатно значајно успоравало.
Након малог броја резличитих покушаја, описан као нека врста конкуренције између Париза и Венсена с једне и Медона с друге стране, пројекат ускоро бива напуштен и ту се завршава експериментисање француске војске са механичким возилима. И поред тога, краљ Луј XV Бурбонски је одобрио Кињоу пензију од 600 ливара годишње за иновативан рад, а експеримент је оцењен довољно интересантним како би се ово возило чувало у Арсеналу, да би затим 1800. године било пребачено у Национални конзерваторијум уметности и заната (фр. Conservatoire national des arts et métiers), где се и данас налази у музеју, као један од експоната који се могу погледати.
241 година касније од настанка Кињовог возила, 2010. године, група ученика из родног града Николе Кињоа, и Националног конзерваторијума је направила верну копију фр. fardier à vapeur. Ова реплика је перфектно радила, показујући да је овакав концепт био одржив и потврдили су резултате тестова који су рађени 1769. Ова реплика је изложена исте године, 2010, на Париском салону аутомобила. Данас се ова реплика налази у родном месту Кињоа, Вуа Вакону (Меза), изложена у једном од тамошњих локалних удружења.
Избијањем Француске револуције, Кињова пензија је била повучена 1789. године, те он одлази у изгнанство у Брисел, где је живео у сиромаштву. Непосредно пред смрт на позив Наполеона Бонапарте, враћа се у Француску, у Париз, где је умро 2. октобра 1804.